# Sigma trois points suscrits
Cette page contient des caractères spéciaux ou non latins. S’ils s’affichent mal (▯, ?, etc.), consultez la page d’aide Unicode.
Sigma trois points suscrits (capitale: Σ᪴, minuscule: σ᪴) est une lettre additionnelle grecque, utilisée dans l’écriture du turc karamanli au XVIIIe siècle. Il s’agit de la lettre Σ diacritée d’un trois points suscrits.

## Utilisation
Le sigma trois points suscrits ‹ Σ᪴ σ᪴ › a été utilisé en turc karamanli au XVIIIe siècle pour représenter une consonne fricative palato-alvéolaire sourde [ʃ], calquant les trois points de la lettre arabe šīn ‹ ش ›, ; alternativement représenté à l’aide du sigma point suscrit ‹ Σ̇ σ̇ ›.

## Représentations informatiques
Le sigma trois points suscrits peut être représente avec les caractères Unicode suivants (grec et copte, diacritiques – supplément):
| formes    | représentations | chaînes de caractères | points de code | descriptions                                                     |
| --------- | --------------- | --------------------- | -------------- | ---------------------------------------------------------------- |
| capitale  | Σ᪴               | Σ◌᪴                    | U+03A3 U+1AB4  | lettre majuscule grecque sigma diacritique trois points suscrits |
| minuscule | σ᪴               | σ◌᪴                    | U+03C3 U+1AB4  | lettre minuscule grecque sigma diacritique trois points suscrits |

## Sources
- (en) Peter Mackridge, « Some literary representations of spoken Greek before nationalism (1750-1801) », dans Thanasis Georgakopoulos et al., Proceedings of the 12th International Conference on Greek Linguistics, Berlin, September 2015, Edition Romiosini/CeMoG, Freie Universität Berlin, 2017 (lire en ligne)
- (en) Nick Nicholas, « Karamanlidika orthography », sur Ἡλληνιστεύκοντος – Set Union of Greek and Linguistics,‎ 26 janvier 2019